# Minnesota Timberwolves 2014-2015
La stagione 2014-15 dei Minnesota Timberwolves fu la 26ª nella NBA per la franchigia.
I Minnesota Timberwolves arrivarono quinti nella Northwest Division della Western Conference con un record di 16-66, non qualificandosi per i play-off.

## Roster
| N° | Naz.                   | Ruolo | Sportivo           | Anno | Alt. | Peso \|\| |
| -- | ---------------------- | ----- | ------------------ | ---- | ---- | --------- |
| 1  | Stati Uniti (bandiera) | G     | Sean Kilpatrick    | 1990 | 193  | 95        |
| 1  | Stati Uniti (bandiera) | GA    | Glenn Robinson     | 1994 | 201  | 101       |
| 3  | Stati Uniti (bandiera) | A     | Adreian Payne      | 1991 | 208  | 111       |
| 5  | Senegal (bandiera)     | C     | Gorgui Dieng       | 1990 | 211  | 111       |
| 6  | Stati Uniti (bandiera) | A     | Robbie Hummel      | 1989 | 203  | 98        |
| 7  | Stati Uniti (bandiera) | G     | Lorenzo Brown      | 1990 | 186  | 86        |
| 8  | Stati Uniti (bandiera) | G     | Zach LaVine        | 1995 | 196  | 82        |
| 9  | Spagna (bandiera)      | G     | Ricky Rubio        | 1990 | 193  | 82        |
| 10 | Stati Uniti (bandiera) | G     | Chase Budinger     | 1988 | 201  | 99        |
| 12 | Stati Uniti (bandiera) | A     | Jeff Adrien        | 1986 | 201  | 110       |
| 12 | Stati Uniti (bandiera) | G     | Gary Neal          | 1984 | 193  | 95        |
| 13 | Stati Uniti (bandiera) | A     | Corey Brewer       | 1986 | 206  | 84        |
| 13 | Serbia (bandiera)      | C     | Miroslav Raduljica | 1988 | 213  | 113       |
| 14 | Montenegro (bandiera)  | A     | Nikola Peković     | 1986 | 211  | 110       |
| 15 | Stati Uniti (bandiera) | G     | Shabazz Muhammad   | 1992 | 198  | 102       |
| 21 | Stati Uniti (bandiera) | AC    | Kevin Garnett      | 1976 | 211  | 100       |
| 22 | Canada (bandiera)      | G     | Andrew Wiggins     | 1995 | 203  | 91        |
| 23 | Stati Uniti (bandiera) | G     | Kevin Martin       | 1983 | 201  | 84        |
| 24 | Canada (bandiera)      | A     | Anthony Bennett    | 1993 | 203  | 109       |
| 25 | Stati Uniti (bandiera) | G     | Mo Williams        | 1982 | 185  | 84        |
| 30 | Stati Uniti (bandiera) | G     | Troy Daniels       | 1991 | 193  | 91        |
| 32 | Francia (bandiera)     | A     | Ronny Turiaf       | 1983 | 208  | 113       |
| 33 | Stati Uniti (bandiera) | A     | Thaddeus Young     | 1988 | 203  | 100       |
| 41 | Stati Uniti (bandiera) | C     | Justin Hamilton    | 1990 | 213  | 118       |
| 50 | Stati Uniti (bandiera) | AC    | Arinze Onuaku      | 1987 | 206  | 125       |

## Staff tecnico
- Allenatore: Flip Saunders
- Vice-allenatori: Sam Mitchell, Sidney Lowe, Ryan Saunders, David Adelman
- Preparatore atletico: Gregg Farnam